# Sawah Padang
Sawah Padang is een bestuurslaag in het regentschap Payakumbuh van de provincie West-Sumatra, Indonesië. Sawah Padang telt 914 inwoners (volkstelling 2010).